# Clemente Sáenz García
Clemente Sáenz García (Sòria, 23 de novembre de 1897 - Madrid, 30 de juny de 1973) fou un enginyer i geòleg espanyol, acadèmic de la Reial Acadèmia de Ciències Exactes, Físiques i Naturals.

## Biografia
El 1921 es va llicenciar en enginyeria de camins a Madrid. El 1926 començà a treballar a la Confederació Hidrogràfica de l'Ebre sota les ordres de Manuel Lorenzo Pardo, on en fou cap del servei geològic i participà en el Pla Nacional d'Obres Hidràuliques de 1933, en el que se'l considera promotor del Transvasament Tajo-Segura i del Pantà de l'Ebre.
Després fou professor de geologia a l'Escola Tècnica Superior del Cos d'Enginyer, vicepresident de l'Associació Geològica, conseller del Patronat Diego de Saavedra Fajardo del CSIC i president de la Secció d'Hidrologia de la Comissió Nacional de Geodèsia i Geofísica. El 1956 fou nomenat president de la Reial Societat Espanyola d'Història Natural. El 1961 fou escollit acadèmic de la Reial Acadèmia de Ciències Exactes, Físiques i Naturals i hi ingressà el 1963 amb el discurs La estructura de los espacios racionales y sus consecuencias cristalomórficas. El 1968 fou escollit acadèmic corresponent de l'Acadèmia de Ciències de Saragossa. Fou guardonat amb les grans creus de l'Orde del Mèrit Civil i l'Orde d'Alfons X el Savi. Va morir a Madrid després d'una llarga malaltia en juny de 1973.